# Albisriederplatz
Der Albisriederplatz ist ein Platz im Westen der Stadt Zürich im Stadtkreis Aussersihl. Am Verkehrsknotenpunkt treffen Badenerstrasse sowie Albisrieden- und Hardstrasse zusammen.

## Geschichte
Der Albisriederplatz liegt an dem Ort, wo die Strasse nach Albisrieden von der Badenerstrasse abzweigt. Er bekam seinen Namen 1927. Nach der Eingemeindung von Aussersihl 1893 wurde der Platz in rhombenörmiger Gestaltung in die Stadtplanung aufgenommen. In der Nähe des Platzes befanden sich die Velorennbahn Hardau und der Friedhof Sihlfeld. Dieser war seit 1882 mit dem Rösslitram an die Stadt angebunden, das bis zur heutigen Haltestelle Zypressenstrasse verkehrte.

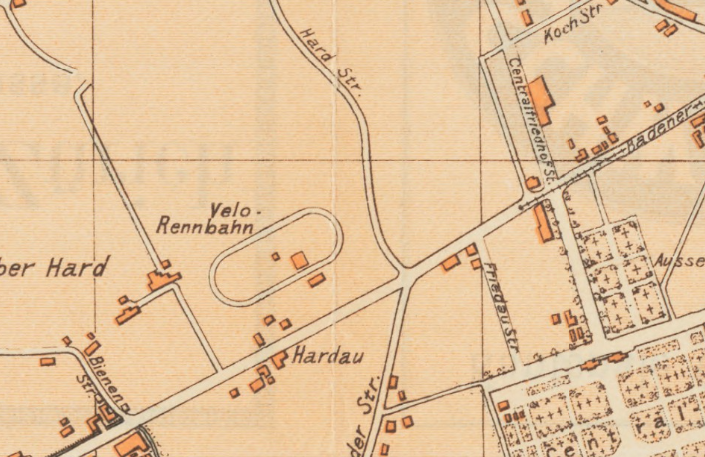
Stadtplan von 1894 mit Rennbahn

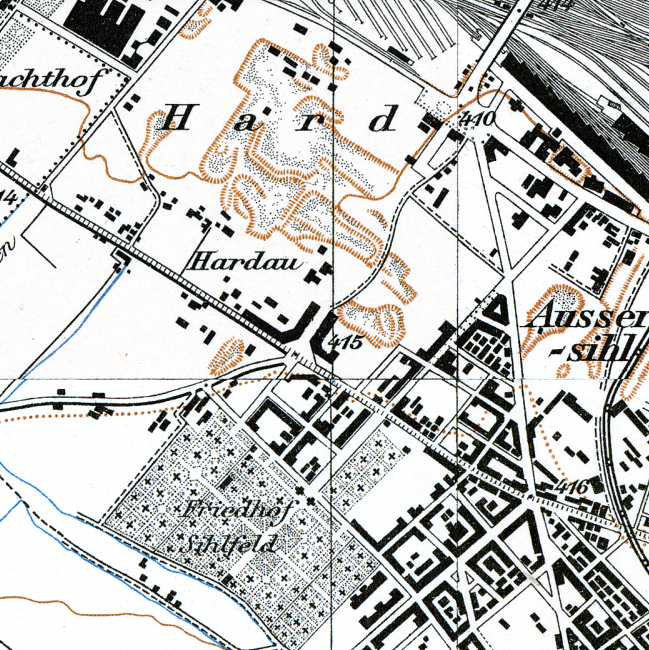
Siegfriedkarte 1916

Ab 1895 entstanden am Platz die Häuser der Blockrandbebauung – zuerst auf der Südseite der Badenerstrasse zwischen Badener- und Hardaustrasse, in den 1910er-Jahren auf entlang der Nordseite der Badenerstrasse. Die Velorennbahn schloss 1911 und wich dem Kiesabbau in der Hard.
Das Rösslitram wurde 1900 durch die elektrische Städtische Strassenbahn Zürich ersetzt und die Strecke bis zur Stadtgrenze beim Letzigraben verlängert, sodass der Platz eine Tramhaltestelle erhielt. 1923 wurde die Tramlinie nach Albisrieden eröffnet, wodurch der Platz zu einer Strassenbahnverzweigung wurde.
Erst 1927 erhielt er seinen Namen Albisriederplatz. Im selben Jahr eröffnet die Autobuslinie A, die erste Linie des Kraftwagenbetriebs der Städtischen Strassenbahn Zürich. Sie verkehrte von der Haltestellen Utobrücke (heute Sihlcity Nord) über die Schmiede Wiedikon, den Albisriederplatz, die Hardbrücke und die Nordbrücke beim Bahnhof Wipkingen zum Rigiplatz.
In den 1930er-Jahren wurde die Blockrandbebauung um den Platz mit dem «Hotel Stoller» an der Ecke Albisriederstrasse-Badenerstrasse geschlossen. Sein Restaurant wurde bekannt für Eisspezialitäten.
Während des Zweiten Weltkriegs wurde der nördliche Abschnitt der Buslinie A auf dem Abschnitt Albisriederplatz–Rigiplatz auf Trolleybusbetrieb umgestellt und bis zum Spyriplatz verlängert. Später wurde auch der südliche Teil auf Trolleybusbetrieb umgestellt.
Die Tramhaltestelle erhielt 1952 ein Stahlbetondach auf Stahlstützen, dessen Kanten dem Verlauf der Tramlinien folgt. Die Arbeit des Architekten Alfred Altherr wurde 1988 von Ueli Zbinden renoviert. Das Dach wurde stadtauswärts verlängert und darunter sind seither ein Kiosk und eine VBZ-Verkaufsstelle eingerichtet, sodass der mobile Verkaufswagen der Verkehrsbetriebe nicht mehr nötig ist.

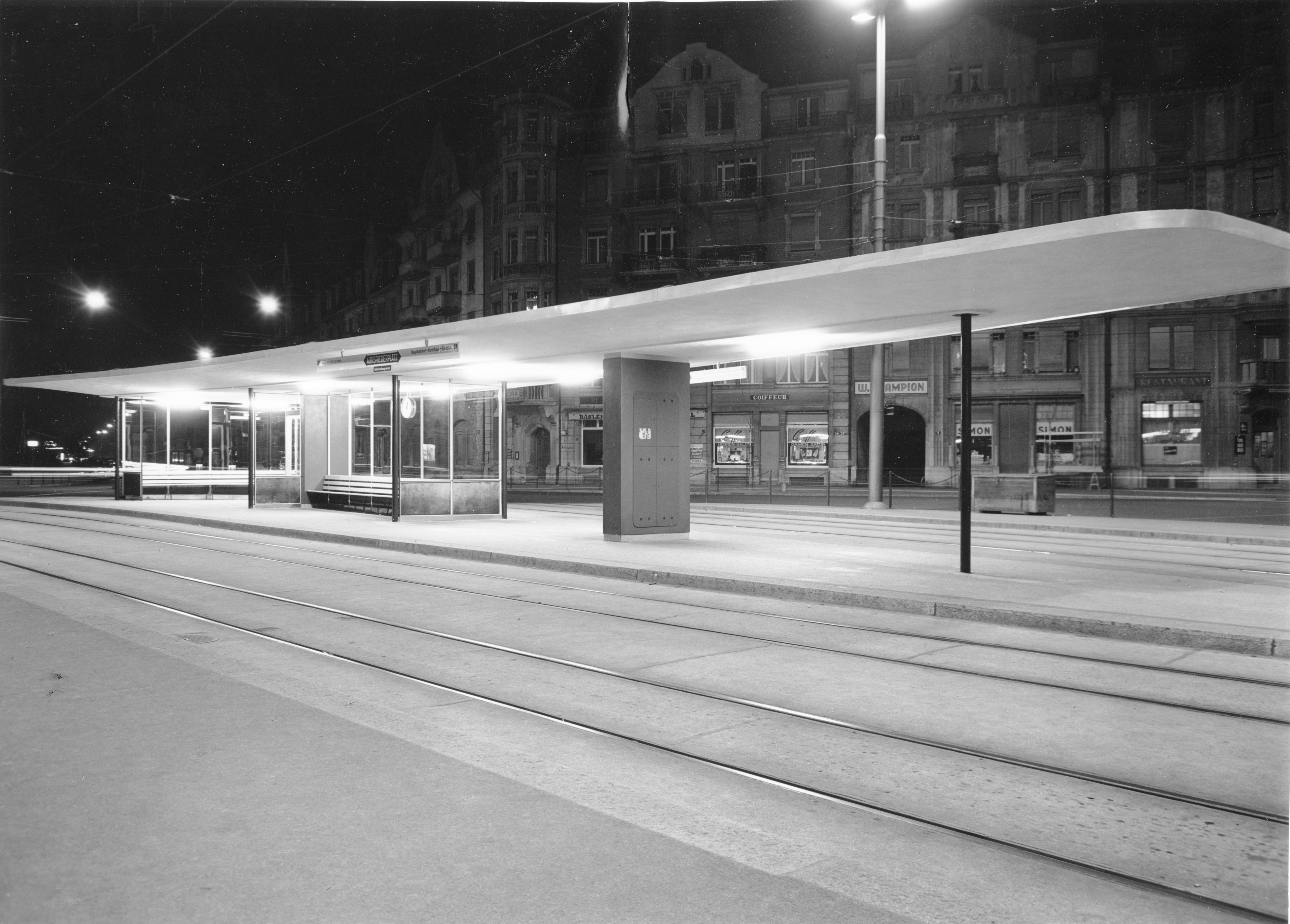
Tramhaltestelle von Alfred Altherr (1952)
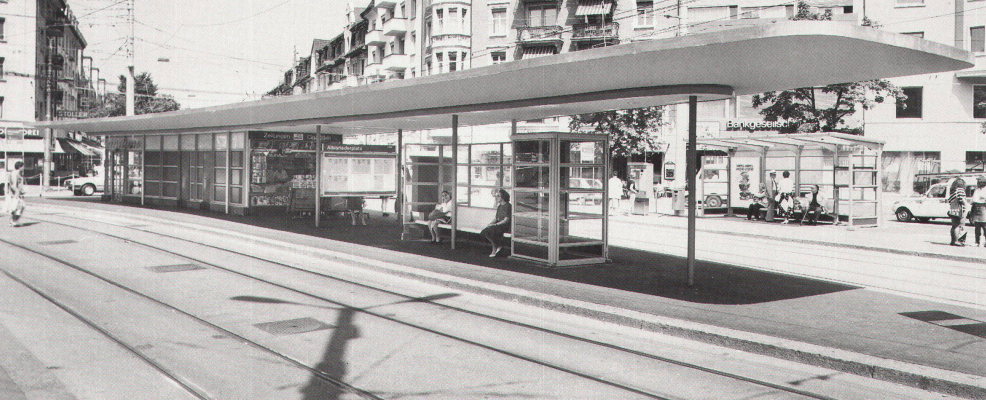
Tramhaltestelle von Ueli Zbinden (1988)

## Verkehr
Am Albisriederplatz befindet sich die Haltestelle der Tramlinien 2 und 3, die auf der Badenerstrasse verkehren. Von der Albisriederstrasse in Richtung Hardbrücke wird der Platz ausserdem von den Trolleybuslinien 33 und 72 sowie der Autobuslinie 83 bedient. Der Albisriederplatz war 2015 mit täglich 29 000 Fahrgästen die 10. verkehrsreichste Haltestelle der VBZ.
Für den Strassenverkehr ist der Albisriederplatz ein wichtiger Knotenpunkt, welcher zu Spitzenzeiten von bis zu 1800 Fahrzeugen pro Stunde befahren wird.

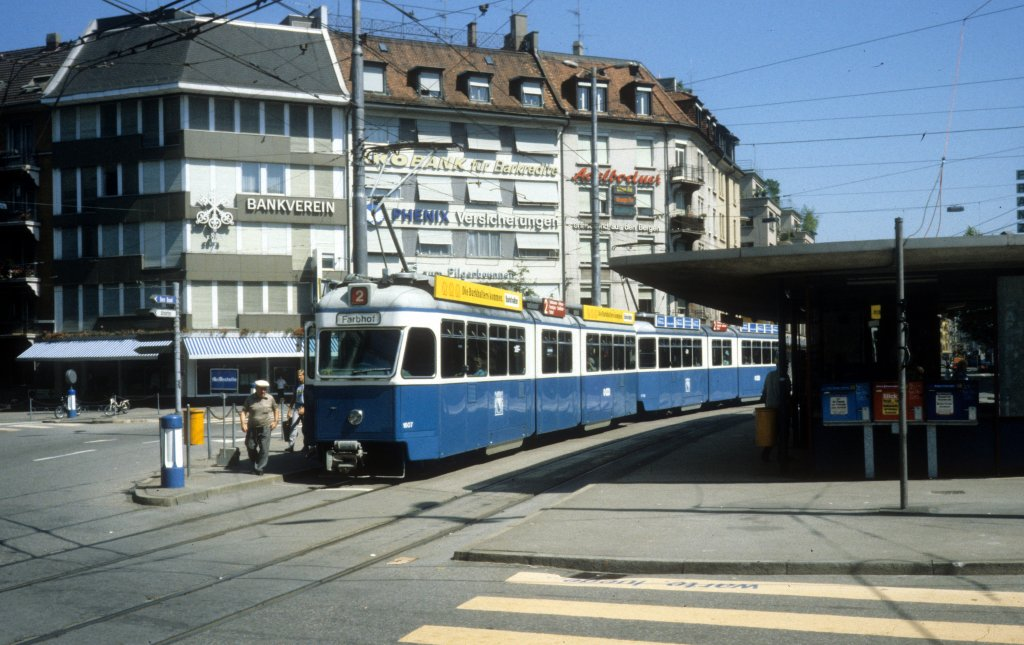
Albisriederplatz im Sommer 1986, Blick nach Osten

## Gebäude
In den Gebäuden rund um den Albisriederplatz befinden sich zahlreiche Geschäfte. Zu den ältesten gehört ein Café, welches 1922 am Albisriederplatz eröffnet wurde.